# 미겔 라윤
미겔 라윤(스페인어: Miguel Layún, 1988년 6월 25일 ~ )은 멕시코의 전 축구 선수이다.

## 클럽 경력

### 베라크루스
라윤은 2006년에 베라크루스에서 프로 무대 데뷔를 하였다.

### 아탈란타
2009년 9월 27일, 1-1로 비긴 키에보베로나전에서, 그는 82분에 하이메 발데스와 교체 투입되었고, 그는 세리에 A (이탈리아) 경기에 출전한 최초의 멕시코 선수가 되었다. 그는 베라크루스에서의 성공적인 트라이얼 끝에 이적하였다.

### 아메리카
이탈리아에서의 6개월만에, 라윤은 2009년 12월 21일에 아메리카에 임대되었고, 그의 임대 영입은 클라우수라 2010을 앞두고 이루어진 클럽의 두번째 선수보강이었다. 그는 데뷔 이후로 실전에서의 형편 없는 활약으로 비난의 대상이 되었고, 이는 소셜 미디어에서의 조롱으로 이루어졌으며, 대개 그의 이름이 들어간 #TodoEsCulpaDeLayun의 해시태그가 들어갔는데, 이는 "이게 다 라윤 탓이다"로 해석되며, 사람들이 팀의 문제를 라윤에게 떠넘긴 것을 뜻한다. 결국, 라윤은 팀의 핵심 선수가 되면서 비난을 사그라들게 되었고, 난관을 넘었다.
그는 톨루카와의 클라우수라 2010 토너먼트 경기에서 첫 골을 득점하였고, 에스타디오 아스테카에서 열린 이 경기는 2-2로 종료되었다.
2013년 5월 27일, 라윤은 크루스 아술과의 클라우수라 2013의 결승전 승부차기에서 마지막 페널티킥을 성공시켰고, 그는 프로 데뷔 이후 처음으로 리그 챔피언십을 우승하였다. 그는 전반전에 디에고 레예스와 교체 투입되었다.

### 왓퍼드
아메리카에서 좋은 활약을 보인 라윤은 2015년 1월 9일 4년 6개월의 계약을 맺고 프리메라리가 그라나다 CF로 이적했다. 그리고 바로 구단은 그를 왓퍼드로 임대했다. 왓퍼드 FC에서 등번호는 7번을 받았다.

## 국가대표팀 경력
2013년, 라윤은 호세 마누엘 데 라 토레 감독의 부름을 받아 미국에서 열리는 2013년 CONCACAF 골드컵을 위해 처음으로 국가대표팀에 차출되었고, 명단은 전부 국내파 선수로 채워졌다. 그는 7월 11일, 시애틀의 센추리링크 필드에서 열린 캐나다와의 경기에서 첫 국가대표팀 경기를 출전하였다. 그는 이 경기에서 90분을 뛰며 멕시코의 2-0 승리에 일조하였다. 멕시코는 준결승전에서 파나마에게 패하여 탈락하였다.
라윤은 파나마전과 코스타리카전을 위해 또다시 빅토르 마누엘 부세티치 감독 대행의 부름을 받아 국가대표팀에 차출되었다. 라윤은 두 경기에 모두 출전하였다. 멕시코는 코스타리카전에서의 1-2 패배로 월드컵 본선 진출이 무산될 뻔 하였으나, 멕시코는 뉴질랜드와의 대륙간 플레이오프를 통해 간신히 본선에 진출할 수 있었다. 라윤은 또다시 미겔 에레라 신임 국가대표팀 감독이자 아메리카에서의 감독이었던 미겔 에레라에 의해 소환되어 1차전에 출전하였고, 오리베 페랄타에게 2차례 어시스트하며 에스타디오 아스테카의 경기에서 멕시코의 5-1 승리에 공헌하였다. 멕시코는 뉴질랜드를 상대로 합산 스코어 9-3으로 이기며 월드컵 본선 진출에 성공하였다.
2014년 5월 28일, 라윤은 3-0으로 이긴 이스라엘전에서 두 번의 중거리포로 국가대표 1, 2호골을 득점하였다.
5월 8일, 라윤은 2014년 FIFA 월드컵에 참가할 멕시코의 최종 23인 엔트리에 들었다. 그는 6월 13일, 카메룬과의 경기에서 월드컵 첫 경기를 치렀다.

### 국가대표팀 득점 기록
아래의 점수에서 왼쪽의 점수가 멕시코의 점수이다.
| #  | 날짜             | 경기장                                  | 상대       | 점수 | 결과 | 대회                      |
| -- | ---------------- | --------------------------------------- | ---------- | ---- | ---- | ------------------------- |
| 1. | 2014년 5월 28일  | 에스타디오 아스테카, 멕시코 시, 멕시코  | 이스라엘   | 1–0  | 7–0  | 친선경기                  |
| 2. | 2014년 5월 28일  | 에스타디오 아스테카, 멕시코 시, 멕시코  | 이스라엘   | 2–0  | 7–0  | 친선경기                  |
| 3. | 2014년 9월 9일   | 딕스 스포팅 구스 파크, 커머스시티, 미국 | 볼리비아   | 1–0  | 1–0  | 친선경기                  |
| 4. | 2016년 11월 11일 | 맙프리 스타디움, 콜럼버스, 미국         | 미국       | 1–0  | 2–1  | 2018년 FIFA 월드컵 예선전 |
| 5. | 2018년 3월 23일  | 리바이스 스타디움, 샌타클래라, 미국     | 아이슬란드 | 2–0  | 3–0  | 친선경기                  |
| 6. | 2018년 3월 23일  | 리바이스 스타디움, 샌타클래라, 미국     | 아이슬란드 | 3–0  | 3–0  | 친선경기                  |

## 수상

### 클럽
아메리카
- 리가 MX (1): 클라우수라 2013